# 왕신여자고등학교
왕신여자고등학교(旺信女子高等學校)는 대한민국 전북특별자치도 정읍시 신태인읍 신태인리에 있는 사립 고등학교이다.

## 학교 연혁
- 1963년 12월 4일 : 학교법인 왕신학원으로 인가 받음
- 1963년 12월 : 별관(중교사 2층 12교실 및 부속 건물) 준공
- 1964년 1월 4일 : 왕신여자 중·고등학교 설립인가(중 14, 고 6학급)
- 1964년 3월 : 초대 이기종 이사장 취임
- 1968년 8월 : 강당 겸 체육관 준공
- 1985년 4월 : 효각관 완공(생활관, 가사실, 과학실험실, 컴퓨터1실, 컴퓨터2실, 미디어실, 생물실험실, 음악실)
- 1996년 12월 : 특별교실 2층 6실 증축
- 1999년 9월 1일 : 태학관 완공(급식실 및 다목적 교실)
- 2001년 6월 28일 : 왕신여자고등학교로 교명 변경
- 2009년 5월 22일 : 기숙사 목련관 완공(12실 48명 수용)
- 2011년 7월 13일 : 석재교육관 준공
- 2025년 1월 9일 : 제59회 졸업 8명(누계 8,523명)
- 2025년 3월 1일 : 제12대 김요한 교장 취임

## 참고 자료
- 왕신여자고등학교 - 한국교육학술정보원 학교알리미